# Antilibanon
Antilibanon (arabsko جبال لبنان الشرقية, latinizirano: Jibāl Lubnān ash-Sharqiyyah, dob. 'Vzhodne gore Libanona'; libanonska arabščina جبال الشرقية, Jbel esh-Shar'iyyeh, dob. »Vzhodne gore«) je gorska veriga na skrajnem vzhodu Libanona, prek katere teče državna meja s Sirijo. Na zahodu se strmo spušča proti dolini Beka, na vzhodni strani pa se polagoma (terasasto) spušča do doline Helbun, kjer leži tudi sirska prestolnica Damask.

## Etimologija
Njegovo zahodno ime Antilibanon izhaja iz grške in latinske besede Antilibanus, ki izhaja iz njegovega položaja nasproti (anti-) in vzporednega z Libanonskim gorovjem (Libanus).

## Geologija
Antilbanon je dolg približno 150 kilometrov. Na jugu območje meji na nižje ležečo planoto Golansko višavje, vendar vključuje najvišja vrhova, in sicer goro Hermon (Jabal el-Shaykh v arabščini) z 2814 metri in Ta'la't Musa z 2669 metri. Vrhovi na libanonsko-sirski meji so večji del leta pokriti s snegom.
Antilibanonske gore so antiklinala. Njihove prevladujoče kamnine so apnenec in kreda iz jurskega obdobja.

## Geografija
Na severu segajo skoraj do zemljepisne širine sirskega mesta Homs. Gore se na jugu končajo z goro Hermon, ki meji na Golansko višavje; slednje je drugačna geološka in geomorfološka entiteta, vendar se geopolitično pogosto obravnava skupaj z južnimi pobočji gore Hermon, ki sta del območja Golan, ki ga zaseda Izrael. Zahodno od Antilibanona ležijo doline, ki ga ločujejo od Libanonskega gorovja v osrednjem Libanonu: dolina Beka na severu in dolina reke Hasbani na jugu. Na vzhodu, v Siriji, leži vzhodna planota, kjer je mesto Damask.
Gore zagotavljajo padavinsko senco regiji na svojem vzhodu, kot sta dolina Beka in celo Sirska puščava, ki padata na zavetrno stran gora.
Pomembna tihotapska pot med Libanonom in Sirijo poteka skozi Antilibanonske gore.

## Ekologija
Območje je znano po marelicah in češnjah ter kamnolomih. V gorah uspevajo grmi mandljevca (Prunus amygdalus, syn. Prunus dulcis) in pistacije. Na zahodni strani manjši listnati gozdovi in izolirani suhi iglasti gozdovi s kilikijsko jelko (Abies cilicica), [[libanonska cedra|libanonsko cedro]g (Cedrus libani) in grškim brinom (Juniperus excelsa). Subalpske in alpske rastlinske združbe se pojavljajo nad 2500 metri. Paša ovc in koz je povzročila povečano erozijo preostalih gozdov ter precejšnje propadanje tal in vegetacije. Prevladujoča oblika gospodarstva je ekstenzivna nomadska paša.
Obstajajo različne endemične rastline, najdene in poimenovane po regiji (s posebnim vzdevkom, ki pomeni antilibanonski). Sem spadajo mleček Euphorbia antilibanotica, vrednik Teucrium antilibanoticum, motovilec Valerianella antilibanotica in perunika Iris antilibanotica.